# Vulcaniella grandiferella
Vulcaniella grandiferella là một loài bướm đêm thuộc họ Cosmopterigidae. Nó được tìm thấy ở Serbia, Macedonia, Hy Lạp, Ukraina và miền nam Nga.
Ấu trùng ăn Salvia aethiopis và Salvia sclarea.Chúng ăn lá nơi chúng làm tổ. 